# Lipová (ort i Tjeckien, Ústí nad Labem, lat 51,01, long 14,36)
Lipová är en ort i Tjeckien.   Den ligger i regionen Ústí nad Labem, i den norra delen av landet, 100 km norr om huvudstaden Prag. Lipová ligger 366 meter över havet och antalet invånare är 652.
Terrängen runt Lipová är kuperad söderut, men norrut är den platt. Runt Lipová är det ganska tätbefolkat, med 60 invånare per kvadratkilometer. Närmaste större samhälle är Rumburk, 15,2 km öster om Lipová. I omgivningarna runt Lipová växer i huvudsak blandskog.